# Ballad of Sir Frankie Crisp (Let It Roll)
«Ballad of Sir Frankie Crisp (Let It Roll)» — песня Джорджа Харрисона из альбома 1970 года All Things Must Pass. Посвящена сэру Фрэнку Криспу, построившему в XIX веке особняк Фрайар-парк, купленный Харрисоном в 1970 году и служивший ему основной резиденцией. «Ballad of Sir Frankie Crisp (Let It Roll)» стала одной из нескольких песен, которые Харрисон посвятил Фрэнку Криспу. К таким композициям также относятся «Ding Dong, Ding Dong» (из альбома 1974 года Dark Horse) и «The Answer’s at the End» (из альбома 1975 года Extra Texture).
В 2009 году вышел сборник лучших песен всей музыкальной карьеры Харрисона Let It Roll: Songs by George Harrison, получивший своё название от песни «Ballad of Sir Frankie Crisp (Let It Roll)», которая также попала в этот альбом.
Вокалист группы My Morning Jacket Джим Джеймс записал кавер-версию песни «Ballad of Sir Frankie Crisp (Let It Roll)» для своего альбома кавер-версий песен Джорджа Харрисона Tribute To.
Оригинальная версия песни была использована в 1 и 24 сериях 6 сезона сериала «Как я встретил вашу маму».